# Тодор Марков
Тодор Марков Марков е български офицер, генерал-майор от генералщабното ведомство.

## Биография
Тодор Марков е роден на 21 май 1870 г. в Хисар. През 1888 г. завършва Пловдивската гимназия и същата година на 3 октомври постъпва на военна служба. През 1891 г. завършва Военното на Негово Княжеско Височество училище и на 2 август е произведен в чин подпоручик и назначен в 1-ви конен полк. През 1893 г. завършва типографска и кавалерийска школа, на 2 август 1894 е произведен в чин поручик, след което през 1896 г. висш офицерски курс, на 1 ноември 1900 г. е произведен в чин капитан, а през 1902 г. завършва и Генералщабната академия в Санкт-Петербург. Женен за Мария Маркова. В 1903 г. служи като младши офицер във Втора пехотна тракийска дивизия. Служи като адютант във 2-ра пехотна дивизия. На 19 септември 1906 г. в чин майор. През 1906 – 1907 г. е началник-щаб на Втора бригада от Втора пехотна тракийска дивизия, в 1908 г. е началник на разузнавателна секция в Щаба на армията, а в периода 1910 – 1912 г. началник-щаб на Кавалерийската инспекция.
През Балканската война е началник-щаб на конната дивизия, с която се сражава на Тракийския военен театър. На 1 ноември 1913 г. е произведен в чин полковник и до 1916 г. е военен аташе в Цариград. След това е назначен за командир на Пета конна бригада, сражава се в Добруджа при Тутракан и Силистра. През октомври 1916 г. е началник-щаб на Първа армия, сражава се на Македонския фронт.
На 15 август 1917 г. е повишен в чин генерал-майор. От юли 1917 г. до края на Първата световна война е командващ на Първа конна дивизия и Инспектор на кавалерията. Уволнен е от служба на 20 октомври 1919 година.
В периода 1923 – 1925 г. е управляващ българската легация в Цариград.
Марков е масон и след Деветоюнския преврат заедно с генерал Димитър Михайлов и Елиа Арие посещават масонската ложа в Цариград, за да се опитат да защитят новото българско правителство.
Умира в Хисар след 1950 г.
Неговата къща е сред архитектурните забележителности на Хисар, паметник на културата, понастоящем в плачевно състояние.
Личният му архив се съхранява във фонд 02 в Държавния военноисторически архив във Велико Търново. Той се състои от 66 архивни единици от периода 1898 – 1945 г.

## Военни звания
- Подпоручик (2 август 1891)
- Поручик (2 август 1894)
- Капитан (15 ноември 1900)
- Майор (19 септември 1906)
- Подполковник (22 септември 1910)
- Полковник (1 ноември 1913)
- Генерал-майор (15 август 1917)

## Награди
- Военен орден „За храброст“ III и IV ст. 2 кл.
- Орден „Св. Александър“ IV ст. с мечове по средета, V ст. без мечове
- Народния орден „За военна заслуга“ III ст., 5 кл. на обикновена лента